# Sersalisia sericea
Sersalisia sericea là một loài thực vật có hoa trong họ Hồng xiêm. Loài này được (Aiton) R.Br. miêu tả khoa học đầu tiên năm 1810.